# Gravellona Toce
Gravellona Toce (Gravalüna in dialetto ossolano, Gravelon-a in piemontese) è un comune italiano di 7 639 abitanti della provincia del Verbano-Cusio-Ossola in Piemonte. Rappresenta uno strategico nodo viario tra le tre aree provinciali (Verbano, Cusio e Ossola).

## Origini del nome
Dal celtico grava ("greto alluvionale", "area con ghiaia") attraverso la forma gravella o gravale. La specifica si riferisce al fiume Toce.

## Storia

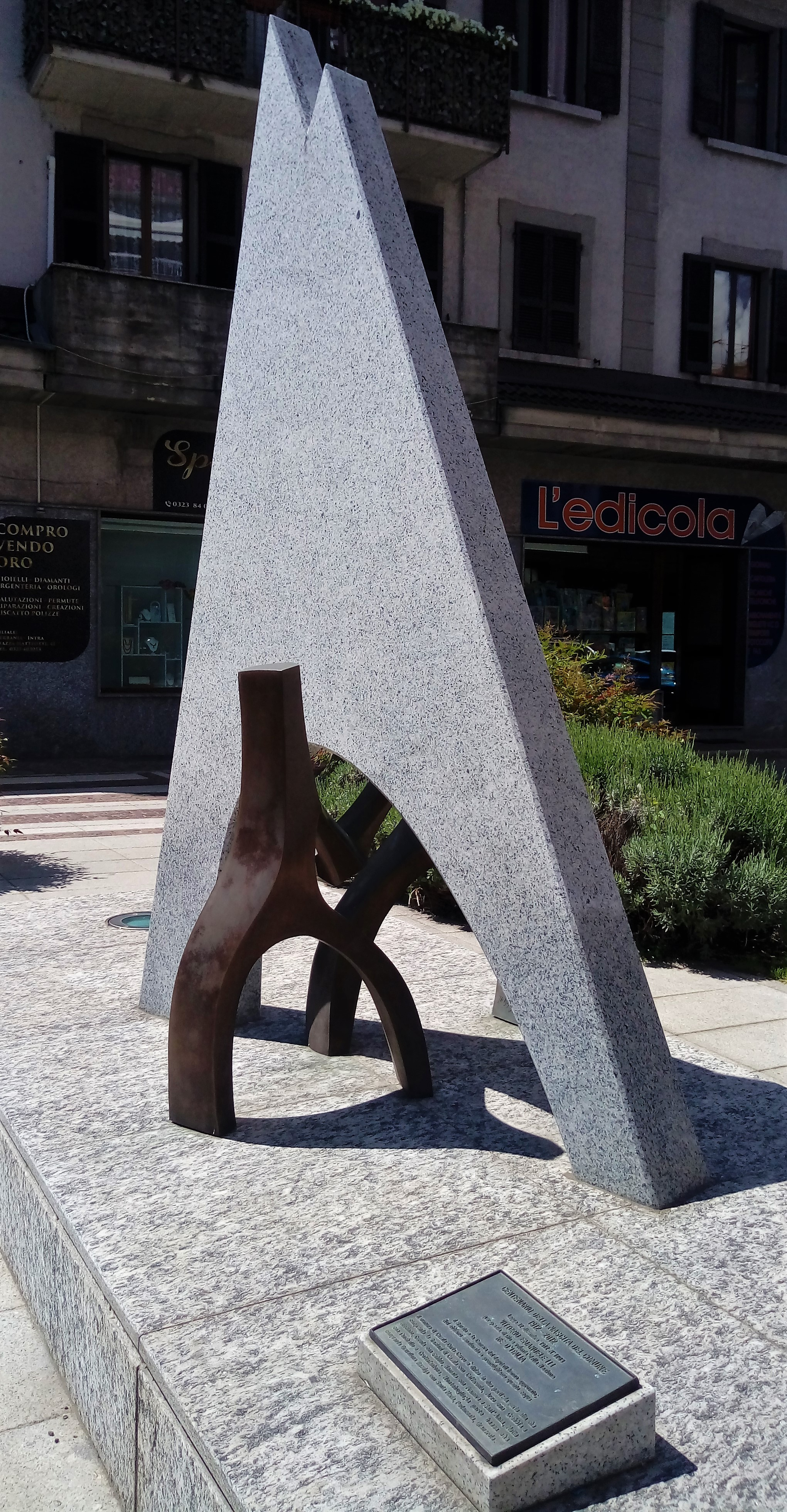
Monumento per il centenario dell'istituzione del Comune

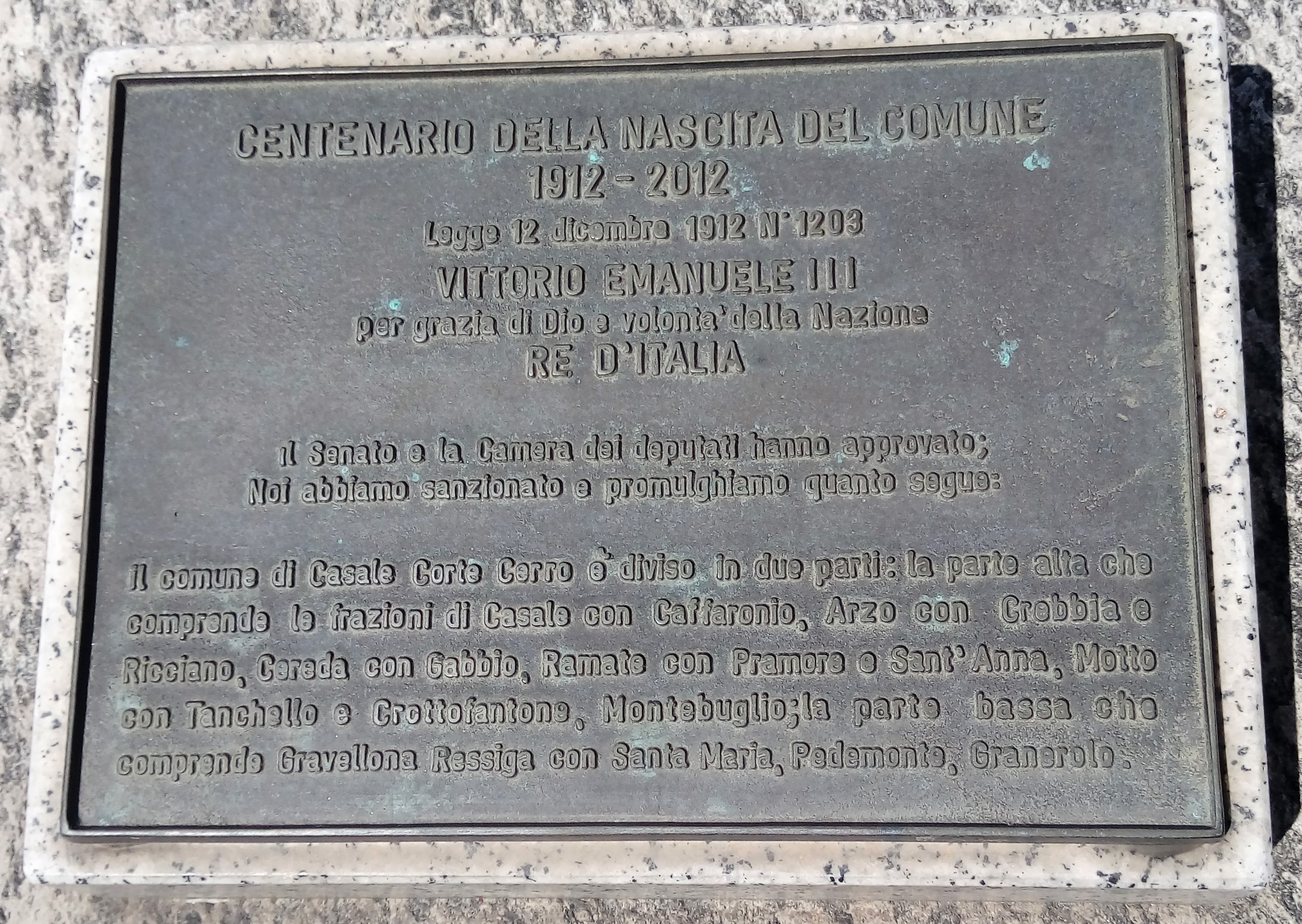
Targa per il centenario dell'istituzione del Comune

Grazie alla sua posizione strategica alla confluenza del torrente Strona nel fiume Toce, nei pressi del Lago Maggiore e situato nel punto di convergenza dei percorsi dalla pianura verso il passo del Sempione è stato sede di un abitato fin dall'età antica
Reperti di selci lavorate attestano la presenza di insediamenti preistorici nella zona di Gravellona Toce. La tribù autoctona dei Leponzi si fuse nel V-IV secolo a.C. con tribù galliche provenienti dal nord delle Alpi, dando vita a nuove espressioni archeologiche documentate sia in sepolture della necropoli di Pedemonte, sia in tracce del relativo abitato. Il territorio di Gravellona Toce entrò in seguito nell'orbita dell'Impero romano, con le cosiddette "guerre alpine" promosse da Augusto alla fine del I secolo a.C. Su Gravellona Toce convergevano le vie di comunicazione che dall'antica Milano (Mediolanum) e Novara (Novaria) si dirigevano verso il passo del Sempione e altri passi alpini, ecco perché le testimonianze d'età romana, particolarmente rilevanti, suggeriscono un ruolo strategico per l'insediamento che vi sorgeva e che nei primi secoli dell'età imperiale mostra un notevole sviluppo economico.
Nella frazione di Pedemonte è stata scoperta negli anni 1950 una necropoli, i cui scavi hanno rivelato almeno 129 tombe di cui quelle più antiche risalgono al V secolo a.C. ed arrivano fino al IV secolo d.C. Per la maggior parte sono semplici fosse delimitate da pietre o a volte cassette in laterizi, ma è presente anche un recinto funerario familiare con una tomba in cui sono stati ritrovati numerosi oggetti di valore e per questo definita "tomba gentilizia" Più a nord della necropoli sono stati ritrovati resti di altri edifici risalenti ad un'epoca tra il I e il IV secolo d.C., dedicati ad uso misto artigianale, agricolo ed abitativo, realizzati in prevalentemente in ciottoli e di cui si può ipotizzare che i piani superiori fossero in legno con tetto in tegole e coppi. Sono state identificate tre edifici risalenti al I secolo a.C., denominati "Casa del Pescatore" (per la presenza di strumenti ed ami da pesca, ma che vista la presenza del basamento di una forgia era probabilmente era la bottega di un fabbro), la "Casa del Forno" (diverse stanze con diversi focolari e un probabile forno per il pane) e le "Stalle" (una struttura con cinque vani, probabilmente un ricovero per animali) Probabilmente questo era il quartiere artigianale ai margini dell'abitato ed abitazioni più ricche dovevano trovarsi più in alto in posizione panoramica Altri resti murari si trovano nei pressi della chiesa di San Maurizio. L'area fu abbandonata dopo una grande frana staccatasi dal monte Cerano che travolse l'abitato.
Ci sono inoltre alcuni resti di edifici fortificati risalenti al V secolo d.C. in località Motto (il castrum)
Con la caduta dell'Impero romano d'Occidente (476 d.C.) iniziarono una serie di invasioni barbariche provenienti dal nord.
La zona seguì nell'alto medioevo i movimenti storici legati alle guerre tra il Papato e l'Impero e alle lotte tra guelfi e ghibellini, contraddistinte da una lunga serie di episodi di distruzioni e saccheggi. Con la fine del Medioevo, la zona del novarese (1308) fu contesa tra i Visconti e Giovanni II Paleologo, marchese di Monferrato; il Marchese assoldò per riconquistare Novara (1358) la Compagnia Bianca, composta di soldati di ventura inglesi che per alcuni anni devastarono i borghi del novarese inclusa Gravellona Toce (1361).
Solo nel 1395 il novarese fu concesso ufficialmente al ducato dei Visconti, ai quali poi succedettero gli Sforza (1450).
Le guerre scoppiate in quel periodo in Italia, l'arrivo di spagnoli e francesi provocarono miserie nel novarese e a Gravellona: la pace di Cateau-Cambrésis segnò l'inizio del dominio spagnolo, conclusosi nel 1713 con la pace di Utrecht e Rastadt (guerra di successione spagnola) che sancì la cessione del milanese agli austriaci. Con la pace di Aquisgrana (1748 - guerra di successione austriaca) i Savoia, in cambio dell'aiuto dato a Maria Teresa d'Austria, ottennero l'annessione dell'alto novarese. Nel 1797 Gravellona Toce entrò a far parte della Repubblica Cisalpina; fino al ritorno di Napoleone Bonaparte, la zona di Gravellona Toce fu teatro di una serie di scontri armati e di occupazione da parte delle truppe russe del maresciallo Suvarov.
Dal 1805 Gravellona Toce entrò a far parte del Regno d'Italia fino alla caduta di Napoleone; dopo il Congresso di Vienna il novarese rientrò fra i possedimenti dei Savoia, e infine (1861) confluì nel Regno d'Italia. Il novarese e Gravellona Toce da quel momento vissero tutti gli eventi storico-politico-sociali legati alla storia d'Italia: dalla prima guerra mondiale all'avvento del fascismo, dal II conflitto alla lotta partigiana, alla ricostruzione del dopoguerra.
Gravellona Toce, per la sua posizione geografica e per la ricchezza d'acqua, aveva le caratteristiche ideali per favorire i primi insediamenti industriali. Nel 1844 nacque la filatura Pariani e nel 1866 il cotonificio Furter.
Dopo essere divenuto comune autonomo nel 1913 (staccandosi dal comune di Casale Corte Cerro), Gravellona Toce subì un incremento notevole della popolazione grazie allo sviluppo industriale legato alla lavorazione del cotone, del marmo e del granito, nonché per le officine elettriche e meccaniche. Anche dal punto di vista commerciale il paese si sviluppò, grazie alla posizione di crocevia fra importanti assi stradali.
Le due guerre mondiali comportarono rilevanti perdite di cittadini gravellonesi e l'arrestarsi momentaneo dello sviluppo del paese. Nella seconda guerra mondiale, in particolare, Gravellona Toce è teatro di una grossa battaglia fra partigiani e nazifascisti, dal 13 al 15 settembre 1944. I nazifascisti, che presidiavano il paese con ingenti ed agguerrite forze, fecero di Gravellona Toce un centro nodale per le comunicazioni della zona.
Negli anni successivi, i gravellonesi ripresero a lavorare e a sviluppare la propria attività, nonostante la crisi del settore tessile dei primi anni cinquanta colpisse la piccola imprenditoria locale. Negli anni cinquanta e sessanta l'afflusso di famiglie provenienti dal Polesine e dalle regioni dell'Italia meridionale conferì al paese una realtà più varia dal punto di vista culturale. È in quegli anni che l'amministrazione comunale guidata dal sindaco Mario Cavagnino progettò e sviluppò una rilevante zona industriale nelle zone un tempo dedicate al pascolo ed all'agricoltura. Fiorirono diverse nuove attività artigianali, industriali e commerciali ed altre già attive colsero l'opportunità di ingrandirsi.
Il 1º maggio 1954, durante gli scavi per la costruzione di una casa, furono ritrovati dei frammenti di ceramica. Iniziarono così delle ricerche, vennero effettuate numerose campagne di scavi che si protrassero fino al 1959, che portarono alla luce numerose sepolture con relativi corredi funerari, resti di edifici, tratti di strada romana. Vennero ritrovati anche frammenti di selce lavorata del periodo neolitico e i resti di una palafitta.
All'inizio degli anni novanta il completamento dell'autostrada A26 Genova Voltri-Gravellona Toce ed il collegamento della stessa con la superstrada che conduce fino a Varzo e al Passo del Sempione, rendono il paese ancora più centrale quale nodo di comunicazione fra Svizzera e Pianura padana.

### Simboli
Lo stemma è stato concesso con regio decreto del 31 maggio 1928.
Il gonfalone, concesso con DPR del 24 giugno 1975, è costituito da un drappo di rosso riccamente decorato di ricami d'oro.

### Onorificenze
Nel 2003, su iniziativa del sindaco Rino Porini, il presidente della Repubblica Carlo Azeglio Ciampi conferisce il titolo di città al comune di Gravellona Toce; riconoscendone l'importanza economica, geografica e sociale all'interno del territorio locale e italiano.

## Monumenti e luoghi d'interesse

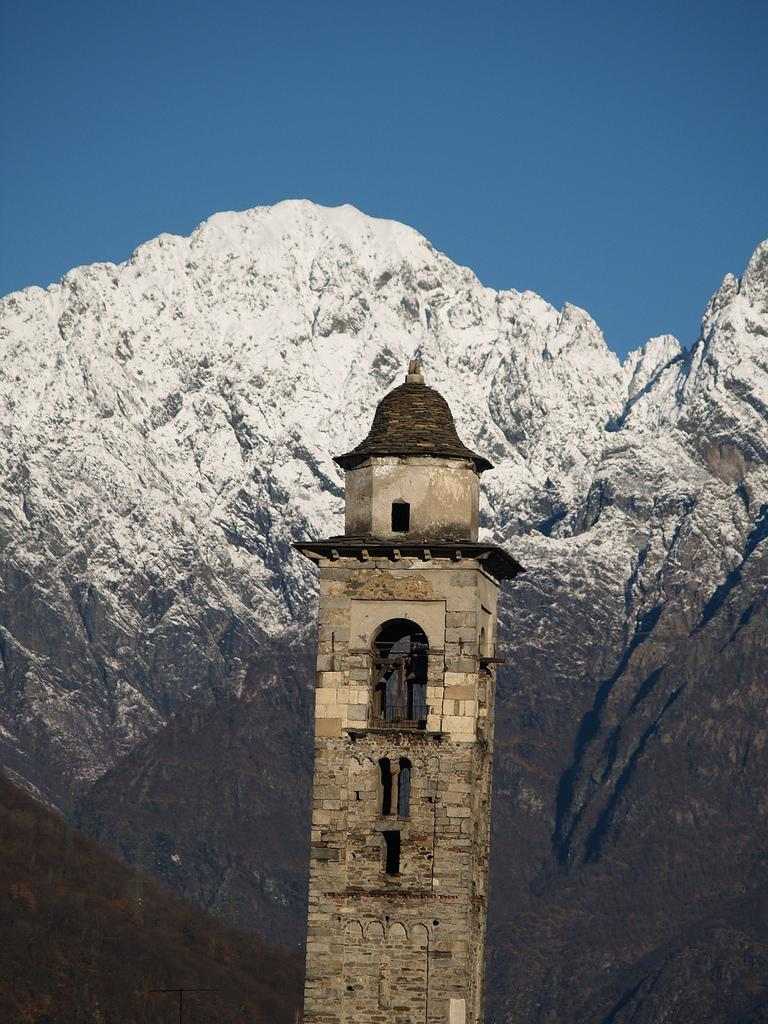
Campanile della chiesa di San Maurizio

- Chiesa romanica di San Maurizio (X secolo): è il più antico, importante e significativo monumento gravellonese, la sua esistenza è documentata a partire dal X secolo. È una costruzione romanica a blocchi di pietra locale, in parte ricavati da una vicina torre romana. decorate esternamente da archetti pensili, le pareti hanno ampie finestre rettangolari in luogo delle originarie monofore. All'interno, le volte a crociera della copertura quattrocentesca dell'unica navata sono state recentemente rimpiazzate con capriate scoperte; affreschi quattrocenteschi sono emersi dallo strato di calce che li celava, nel corso dei restauri operati da Mesturino nel 1925. Sul fianco settentrionale si eleva il campanile pendente, separato, ma direttamente collegato alla chiesa. La parte inferiore, sembra risalire agli ultimi decenni dell'XI secolo; la cella campanaria, con la sovrastante cupola ottagonale è un'aggiunta dell'Ottocento.
- Chiesa Parrocchiale di San Pietro Apostolo (XII secolo): fu eretta nel XII secolo, successivamente venne ampliata. L'attuale facciata risale al 1862 ed è in stile neorinascimentale; il campanile del 1865 è costituito su blocchi di granito rosa. Le decorazioni interne sono state rifatte nel XX secolo dal pittore Pietro Borzoni.
- Villa Capra (XVIII sec.): originaria intorno agli inizi del 1700, è stata la dimora del senatore Francesco Albertini nella seconda metà del XX secolo. La proprietà fu la dimora del cav. Giovanni Capra fu Leopoldo, deputato al Parlamento Subalpino durante la VI Legislatura del Regno di Sardegna. La villa, attualmente chiusa al pubblico, si trova in attesa di un importante lavoro di restauro. Una parte dell'originario parco della villa è stato trasformato in parco pubblico.
- Palazzo Pirinoli (XVII sec.): antica dimora della famiglia di avvocati Pirinoli costruita ai piedi del castello del Motto, in prossimità del torrente Strona. Il palazzo è attualmente di proprietà privata.
- Casa Magnetti (XVII sec.): antica dimora seicentesca della omonima famiglia, oramai scomparsa. Il 9 aprile 1674, all'interno dell'edificio, i capi famiglia di alcune delle famiglie più importanti di Gravellona Toce si riunirono e firmarono l'atto di fondazione della parrocchia, dedicata a san Pietro.
- Villa Furter/Rothpletz: circondata da un fitto e incantevole bosco, la villa-chaletfu originariamente la dimora della famiglia di industriali svizzeri Rothpletz/Furter.
- Villa Lagostina (XIX sec.): costruita nella località di Pedemonte, ai piedi del Monte Cerano. L'edificio è stato costruito inglobando in una propria ala l'antica Villa Camona (XVIII sec.).
- Casa Capra (XVIII sec.)
- Casa Spadacini (XVIII secolo)
- Chiesa di Santa Maria Al Bosco (XV secolo)
- Chiesa della "Madonna Dell'Occhio" (1630)
- Chiesa di San Giuseppe (1783)
- Biblioteca Civica "Francesco Camona" (1907)
- Museo "Antiquarium": piccolo museo che riporta alcuni tra i più preziosi ritrovamenti effettuati da Felice Pattaroni su Gravellona Toce, oggi conservati presso il Museo di Antichità di Torino.
- Castello del Motto (Castrum Gravallonae): è un antico insediamento umano. Si trova su una collinetta (località Motto) alle pendici del Mottarone, ai suoi piedi è situato un antico agglomerato di abitazioni (località Baraggia) prevalentemente costruite in granito, bianco e rosa. Negli ultimi anni opere di pulizia, studi universitari e una valorizzazione del luogo hanno portato il sito alla vista nel suo splendore[12].
- Resti di mura appartenenti all'antico e ormai perduto castello di Cerro, un tempo locato di fianco la chiesa romanica di San Maurizio.

## Società

### Evoluzione demografi
Abitanti censiti

## Amministrazione
Di seguito è presentata una tabella relativa alle amministrazioni che si sono succedute in questo comune.
| Periodo        | Periodo        | Primo cittadino         | Partito                             | Carica  | Note   |
| -------------- | -------------- | ----------------------- | ----------------------------------- | ------- | ------ |
| 12 maggio 1985 | 6 maggio 1990  | Erminio Guida           | Partito Socialista Italiano         | Sindaco | [ 14 ] |
| 6 maggio 1990  | 24 aprile 1995 | Rino Porini             | Partito Socialista Italiano         | Sindaco | [ 14 ] |
| 24 aprile 1995 | 14 giugno 1999 | Rino Porini             | centro                              | Sindaco | [ 14 ] |
| 14 giugno 1999 | 14 giugno 2004 | Rino Porini             | lista civica                        | Sindaco | [ 14 ] |
| 14 giugno 2004 | 8 giugno 2009  | Anna Di Titta           | lista civica                        | Sindaco | [ 14 ] |
| 8 giugno 2009  | 26 maggio 2014 | Massimo Giro            | Il Popolo della Libertà, Lega Nord  | Sindaco | [ 14 ] |
| 26 maggio 2014 | 27 maggio 2019 | Giovanni Gianni Morandi | lista civica Insieme per Gravellona | Sindaco | [ 14 ] |
| 27 maggio 2019 | in carica      | Giovanni Gianni Morandi | lista civica Insieme per Gravellona | Sindaco | [ 14 ] |

### Altre informazioni amministrative
Il comune faceva parte della Comunità montana Due Laghi, Cusio Mottarone e Val Strona, soppressa nel 2012. Ora fa parte dell'unione montana del Cusio e del Mottarone.

## Sport

### Calcio
La città possiede una squadra di calcio, l'A.S.D. Gravellona San Pietro; nella stagione 2020/21 milita nel girone A di Seconda Categoria Piemonte-Valle d'Aosta.

### Ciclismo
La città ha ospitato la partenza della 19ª tappa del Giro d'Italia 2015, con traguardo posto a Breuil-Cervinia.

## Infrastrutture e trasporti
La città possiede una stazione ferroviaria posta sulla linea Domodossola-Novara. Fra il 1910 e il 1946 la città ospitò una stazione della tranvia Intra-Omegna.
Il paese è servito da varie autolinee gestite da VCO Trasporti, Comazzi e SAF.